# The Joker
The Joker ist ein Lied der US-amerikanischen Steve Miller Band, das im September 1973 erschien.

## Entstehung und Veröffentlichung
Geschrieben und produziert wurde das Lied von Frontmann Steve Miller. Beim Schreibprozess erhielt dieser Unterstützung durch Eddie Curtis und Ahmet Ertegün.
Die Erstveröffentlichung von The Joker erfolgte als Single im September 1973 bei Capitol Records. Diese erschien als 7″-Single mit der B-Seite Something to Believe In (Katalognummer: 3732). Am 19. Oktober 1973 erschien das Lied als Teil vom gleichnamigen achten Studioalbum der Steve Miller Band (Katalognummer: SMAS-511235).

## Kommerzieller Erfolg

### Chartplatzierungen
The Joker avancierte zum Nummer-eins-Hit in Neuseeland, den Niederlanden, den Vereinigten Staaten und dem Vereinigten Königreich. Während das Lied in den Vereinigten Staaten bereits im Jahr 1974 die Chartspitze erreichte, wurde es in den anderen Ländern erst nach der Verwendung in einer Werbung von Levi Strauss & Co. im Jahr 1990 zum Charterfolg.
| ChartsChartplatzierungen       | Höchstplatzierung | Wochen/ Monate |
| ------------------------------ | ----------------- | -------------- |
| Deutschland (GfK)              | 7 (25 Wo.)        | 25 Wo.         |
| Österreich (Ö3)                | 5 (5 Mt.)         | 5 Mt.          |
| Schweiz (IFPI)                 | 5 (19 Wo.)        | 19 Wo.         |
| Vereinigte Staaten (Billboard) | 1 (20 Wo.)        | 20 Wo.         |
| Vereinigtes Königreich (OCC)   | 1 (13 Wo.)        | 13 Wo.         |

| ChartsJahrescharts (1974)      | Platzierung |
| ------------------------------ | ----------- |
| Vereinigte Staaten (Billboard) | 40          |

| ChartsJahrescharts (1990)    | Platzierung |
| ---------------------------- | ----------- |
| Vereinigtes Königreich (OCC) | 24          |

| ChartsJahrescharts (1991) | Platzierung |
| ------------------------- | ----------- |
| Deutschland (GfK)         | 54          |

### Auszeichnungen für Musikverkäufe
| Land/Region                  | Auszeichnungen für Musikverkäufe (Land/Region, Auszeichnung, Verkäufe) | Verkäufe  |
| ---------------------------- | ---------------------------------------------------------------------- | --------- |
| Neuseeland (RMNZ)            | 3× Platin                                                              | 90.000    |
| Schweden (IFPI)              | Gold                                                                   | 25.000    |
| Vereinigte Staaten (RIAA)    | 6× Platin                                                              | 6.000.000 |
| Vereinigtes Königreich (BPI) | Gold                                                                   | 400.000   |
| Insgesamt                    | 2× Gold · 9× Platin ·                                                  | 6.515.000 |

## Coverversionen
Im deutschsprachigen Raum konnte die Band Fettes Brot 2001 mit einer übersetzten Version des Stücks Erfolge feiern.
- 1989: Ostbahn Kurti & Die Chefpartie (Da Joker)
- 1991: Die Lassie Singers (Lassie Song)
- 1992: Otto Waalkes
- 1997: K. D. Lang
- 2001: Fettes Brot (The Grosser)
- 2001: Shaggy feat. Rayvon (Angel)
- 2002: Gustav Peter Wöhler Band (Liveversion)
- 2003: Barb Jungr
- 2004: Eric Fish
- 2004: Twiztid
- 2005: Fatboy Slim feat. Bootsy Collins
- 2006: Jason Mraz feat. Chrissie Hynde (The Joker/Everything I Own)
- 2008: Mike Myers
- 2010: Franz K.
- 2011: Puddle of Mudd
- 2012: KRIS feat. Dante Thomas (Diese Tage)
- 2014: Ace Frehley

## Trivia
Die Zeile Really love your peaches, wanna shake your tree / Lovey dovey, lovey dovey all the time bezieht sich auf den Clovers-Klassiker Lovey, Dovey aus dem Jahr 1954.
Der Rhythmus von The Joker inspirierte Rockmusiker Tom Petty zu dem Song You Don't Know How It Feels, der sich auf seinem Soloalbum Wildflowers von 1994 befindet.